# Phthiriinae
Phthiriinae (лат.) — подсемейство двукрылых из семейства жужжал (Bombyliidae). Около 120 видов

## Описание
Мухи жужжалы мелких и средних размеров (2—12 мм), внешне сходные с пчёлами. Тело короткое с широким брюшком. Имеют длинный хоботок. Флагеллум с одним члеником жгутика и апикальной бороздкой, содержащей стилет; глаза самцов дихоптические. Основания усиков на вершине лица; наличник достигает оснований усиков; пальпы односегментные, ямка отсутствует; цибариальные плечи простые; тенториальные плечи относительно узкие; задние тенториальные ямки округлые; посткраниальная область уплощена. Имеют один затылочный вырез; затылочные карманы присутствуют и полностью развиты, часто увеличены и простираются намного выше затылочного отверстия; затылочные аподемы отсутствуют; задний глазной край простой; голова немного шире, чем её высота. Жилкование крыла простое, три ветви Rs; M2 присутствует; анальная ячейка закрыта; пропрестернум грушевидный; препрококсальный мостик отсутствует; тергальный фулкрум присутствует.

## Классификация
Известно около 10 родов и 120 видов. Группу до 1990 года рассматривали в узком составе. Однако, Evenhuis (1990) пересмотрел классификацию двух подсемейств (или триб Pthiriini и Usiini), признав их близкое родство. В 1994 году был сделан вывод, что они образуют монофилетическую группу и должны быть объединены в одно подсемейство. Используя принцип первого пересмотра (ICZN, 1985: ст. 24), было выбрано имя Usiinae, чтобы иметь приоритет над Phthiriinae, так как первое название имеет линейный приоритет в Becker (1913). Позднее их снова разделили и таксон Phthiriinae получил отдельный статус. Phthiriini имеют интересную структуру распространения: три рода эндемичны для Австралии, Phthiria встречается во всех регионах, кроме Австралазии и Неарктики, а остальные семь родов ограничены Новым Светом. В пользу монофилии трибы говорит отсутствие крыловой жилки M2 и пара срединных волосков на стерните 8 самки.
- Acreophthiria Evenhuis, 1986
- Acreotrichus Macquart, 1850
- Australiphthiria Evenhuis, 1986
- Euryphthiria Evenhuis, 1986
- Hirsutophallus Yamaguchi et al., 2017[9]
- Neacreotrichus Cockerell, 1917
- Phthiria Meigen, 1803
- Poecilognathus Jaennicke, 1867 (Poecilognathus relativitae)
- Relictiphthiria Evenhuis, 1986
- Tmemophlebia Evenhuis, 1986
- † Elektrophthiria Nel, 2006